# مكافأة البيئة

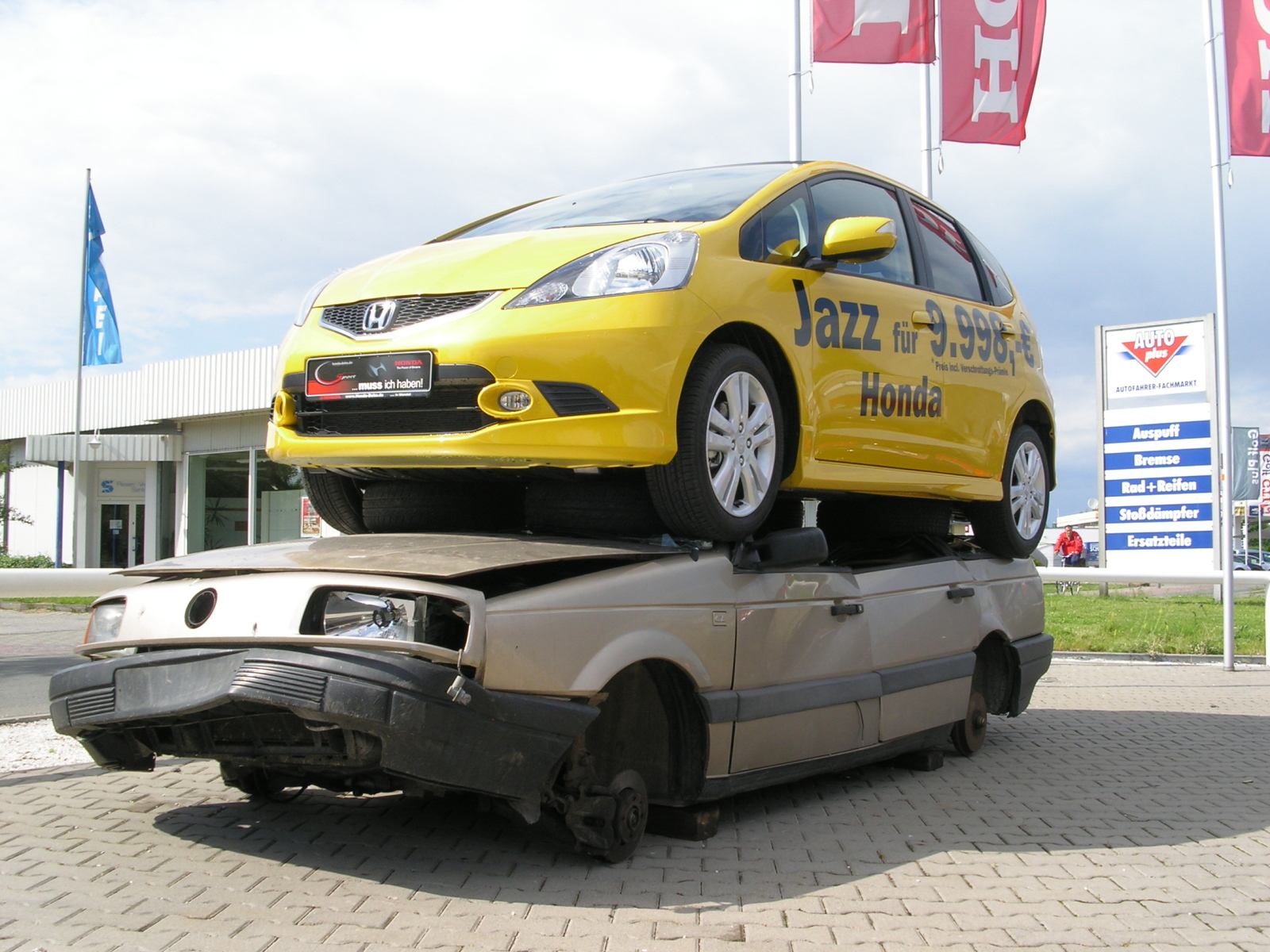
أحد وسائل الإعلان لتحفيز مكافأة البيئية

مكافأة البيئية (بالألمانية: Umweltprämie) هو برنامج دعم سبّاق من الحكومة الألمانية قصد مساعدة الشركات المصنعة للسيارات والشركات المساندة لها. تلتها 7 حكومات أوروبية أخرى خلال الأزمة المالية لسنة 2009.

## الدوافع
تأثر قطاع صناعة السيارات كثيرا بالركود الاقتصادي في العالم إثر الأزمة الاقتصادية الحادة، مما جعل الحكومة الألمانية تفكر في برنامج دعم غير مباشر، قصد مساعدة الشركات المصنعة للسيارات والشركات المساندة لها. كما يهدف برنامج الدعم الحكومي إلى تنشيط سوق السيارات والحد من العوادم الغازية الملوثة للبيئة من خلال تقديم دعم يصل إلى 2500 يورو لكل شخص يقوم بإعدام سيارته التي يزيد عمرها عن تسعة أعوام، ليشتري سيارة جديدة لا يزيد عمرها عن عام.

## البرنامج
يمنح برنامج الدعم الألماني كل مشتر لسيارة جديدة أو عمرها أقل من سنة يستبدلها بقديمة يزيد عمرها عن عشر سنوات خصما بقيمة 2.500 يورو. وتتحمل كل من الحكومة وشركات السيارات نصف هذه القيمة.
بينما اتفقت حكومة النمسا مع تجار السيارات المحليين على تخصيص 45 مليون يورو بالمناصفة بينها وبين تجار السيارات والمستوردين، لمساعدة مالكي السيارات من النمساويين على التحول إلى شراء أنواع جديدة من السيارات، بحيث يمنح كل نمساوي راغب بالحصول على سيارة جديدة مبلغاً قدره 1.500 يورو.
أما البرنامج البريطاني فيمنح كل مشتر لسيارة جديدة يستبدلها بقديمة يزيد عمرها عن عشر سنوات خصما بقيمة 2.000 جنيه إسترليني (3.200 دولار). وتتحمل كل من الحكومة وشركات السيارات نصف هذه القيمة.

## التكلفة
كلف برنامج مكافأة البيئية حتى أغسطس 2009 الحكومة الألمانية خمسة مليارات يورو (7.348 مليارات دولار).

## النتائج

### النتائج في ألمانيا
سجلت مبيعات السيارات في ألمانيا خلال الأشهر الستة الأولى من عام 2009 مستوى قياسيا قدره 06ر2 مليون سيارة بزيادة نسبتها %26 عن الفترة نفسها من العام السابق.

### النتائج في أنجلترا
ساعد البرنامج في زيادة مبيعات السيارات الجديدة بنسبة 6% في أغسطس 2009 مقارنة مع العام السابق. وقد غطى 227.750 سيارة جديدة حتى أغسطس لكن تمديده يعني أنه سيغطي 400 ألف.